# Bangor, Gwynedd

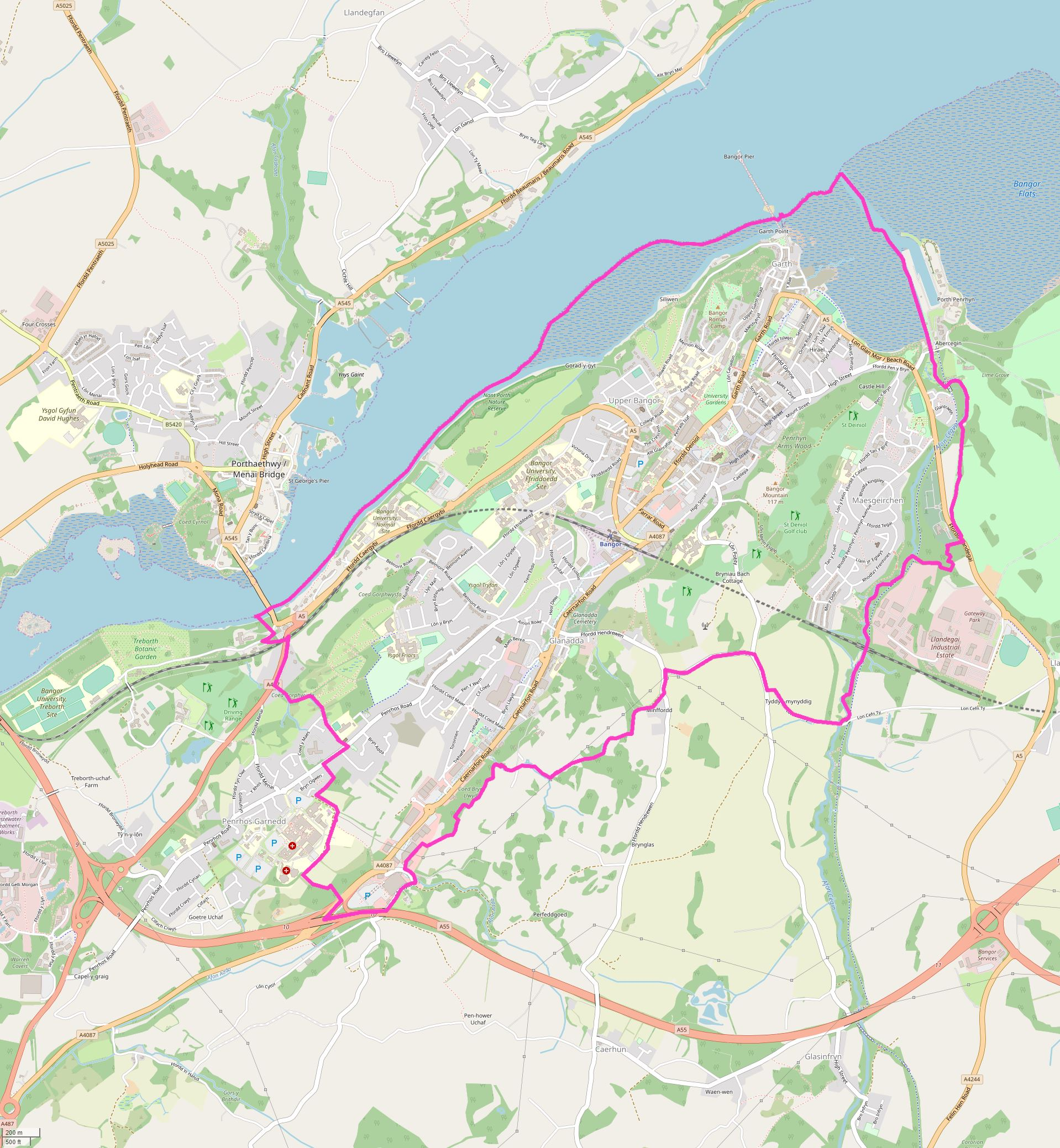
Bản đồ Bangor năm 2018
Biên giới thành phố
Nông thôn
Thành thị

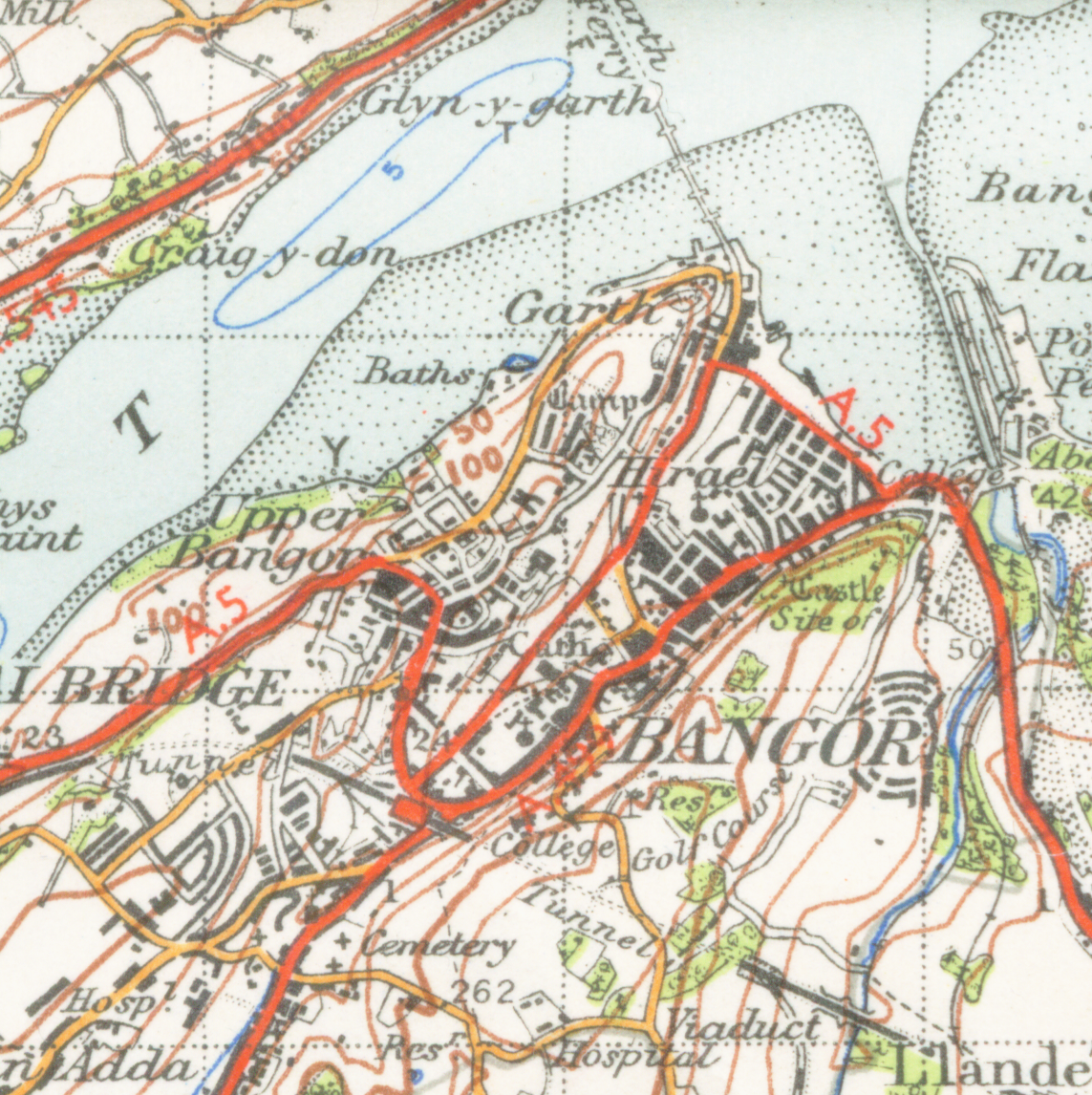
Bản đồ Bangor năm 1947

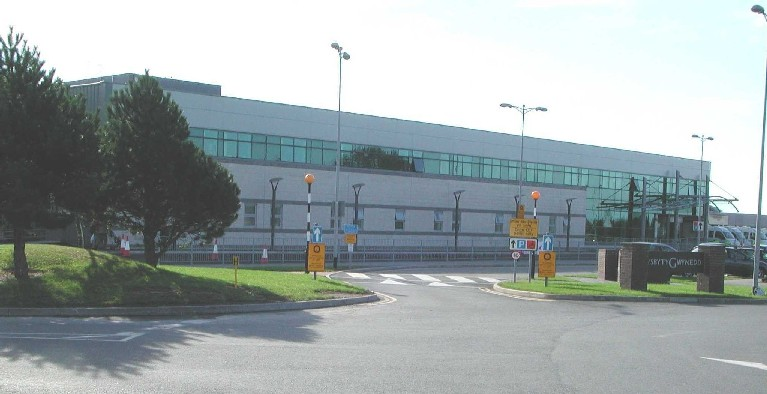
Ysbyty Gwynedd (Gwynedd Hospital)

Bangor (tiếng Anh: /ˈbæŋɡər/; tiếng Wales: [ˈbaŋɡɔr]) là một thành phố/cộng đồng ở Gwynedd, tây bắc Wales. Đây là thành phố cổ nhất Wales, đồng thời là một trong những thành phố nhỏ nhất Vương quốc Liên hiệp Anh và Bắc Ireland. Về mặt lịch sự, đây là một phần của Caernarfonshire. Ngày nay, nó là một thành phố đại học (university city) với dân số 18.808 người theo thống kê 2011, trong đó có 10.500 sinh viên đại học Bangor. Đây là một trong sáu nơi ở Wales có địa vị "city", dù nó chỉ chỉ là vùng đô thị lớn thứ 25 về dân số. Theo thống kê 2001, 46,6% người dân (không tính sinh viên) biết nói tiếng Wales.

## Lịch sử

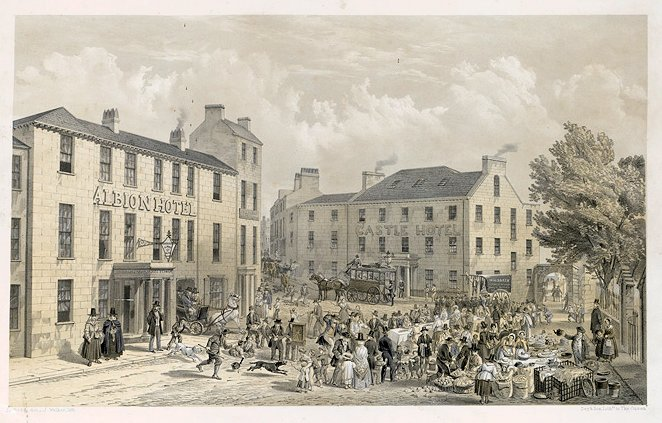
Ngày họp chợ ở Bangor, 1856

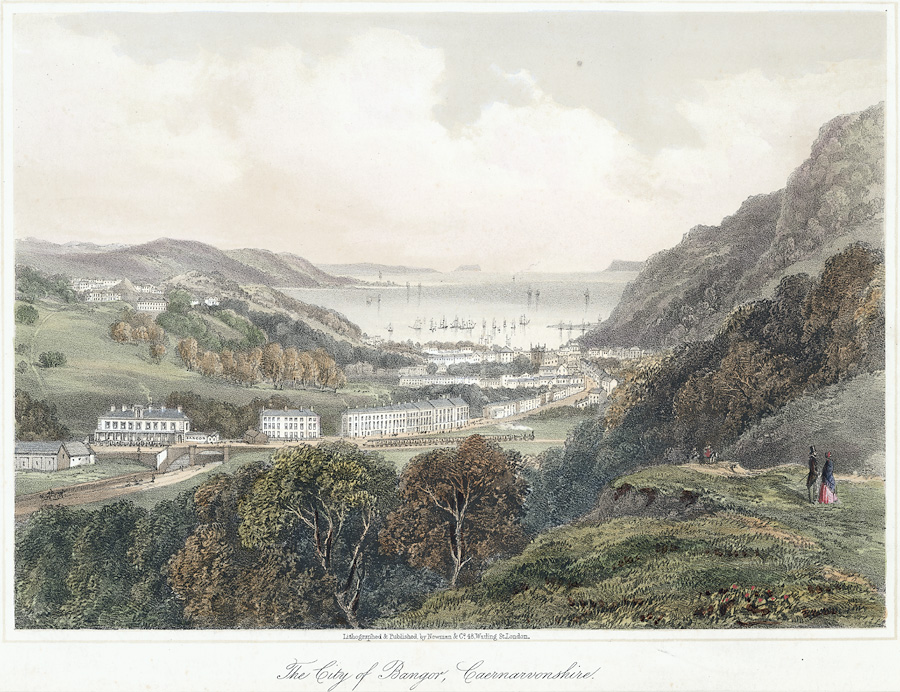
Tranh vẽ Bangor khoảng 1860

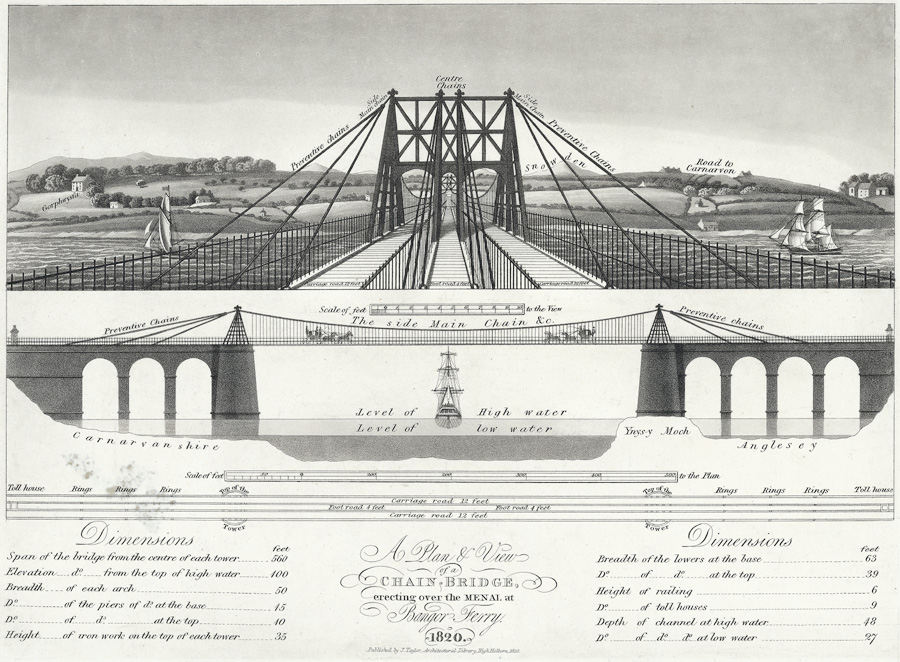
Một bản thiết kế cầu treo Menai, xây dựng năm 1826, nối Bangor với Anglesey

Điểm bắt đầu của lịch sử thành phố được truy ngược về thời điểm khi Thánh Deiniol lập một tu viện tại nơi nay là nhà thời chính toà Bangor vào đầu thế kỷ VI. Cái tên Bangor bắt nguồn từ bancor ("nơi rào phên") tiếng Wales cổ. Nhà thờ chính toà Bangor là một công trình mới hơn, đã trải qua tu sửa trong nhiều thế kỷ.
Giáo phận Bangor thuộc hàng xưa nhất toàn Vương quốc Liên hiệp. Hơn nữa, Bangor cũng được cho là có High Street dài nhất Wales nói riêng, Vương quốc Liên hiệp Anh và Bắc Ireland nói chung. Về giáo dục, Friars School ra đời năm 1557 như một grammar school, còn University College of North Wales (Đại học Bắc Wales, về sau là đại học Bangor) được lập ra năm 1884.
Năm 1877, chiếc HMS Clio cũ trở thành tàu đưa đón sinh viên. Sau khi chiến tranh thế giới thứ I, vào năm 1919, nó bị bán làm phế liệu.
Vào chiến tranh thế giới thứ II, một phần nhân sự BBC đến Bangor lánh nạn trong cuộc Blitz.

## Tiếng Wales
Gwynedd là hạt có tỉ lệ người nói tiếng Wales cao nhất (65,4% người báo rằng họ nói được tiếng Wales theo thống kê 2011), dù Bangor chắc chắn bị Anh hoá hơn hẳn đa phần Gwynedd, chủ yếu do số sinh viên, học sinh lớn. Những địa điểm gần Gwynedd, như Bethesda hay Caernarfon vẫn có tỷ lệ 75-80% người nói tiếng Wales (2011). Từ hồi 1971, tỉ lệ người nói tiếng Wales đã tụt xuống còn 53,4%.
Năm 2011, chỉ 36% dân số Bangor báo rằng họ nói được tiếng Wales; một sự tụt giảm đáng kể so với con số 46% năm 2001. Năm 2015, trong những trường sau đây, tỉ lệ học sinh tiểu học trên 5 tuổi nói lưu loát tiếng Wales ở nhà là:
- Ysgol Ein Harglwyddes - < 3%
- Ysgol Cae Top - < 3%
- Ysgol Glanadda - < 10%
- Ysgol Hirael - 10%
- Ysgol Glancegin - 14%
- Ysgol Llandygai - 17%
- Ysgol Babanod Coed Mawr - < 17%
- Ysgol Y Faenol - 23%
- Ysgol Y Garnedd - 61%